# Фарельонес
Фарельонес (исп. Farellones) — деревня и горнолыжный курорт, расположенный в 36 км от столицы Чили, Сантьяго. Появился в 1930-х годах в небольшой Андской долине  неподалёку от других курортов, таких как  Валье-Невадо, Ла-Парва и Эль-Колорадо. 

## Расположение
Находится в коммуне Ло-Барнечеа на высоте 2340 м над уровнем моря.